# Eurycnemus crassipes
Espèce
Synonymes
- Chironomus elegans Meigen, 1818[1]
- Eurycnemus elegans (Meigen, 1818)

Eurycnemus crassipes est une espèce de diptères nématocères de la famille des Chironomidae et de la sous-famille des Orthocladiinae. Elle est trouvée en Norvège.